# IC 4670
IC 4670 — галактика типу PN (планетарна туманність) у сузір'ї Стрілець.
Цей об'єкт міститься в оригінальній редакції індексного каталогу.